# Maillé (Indre-et-Loire)
Maillé é uma comuna francesa na região administrativa do Centro, no departamento Indre-et-Loire. Estende-se por uma área de 15,63 km². Em 2010 a comuna tinha 577 habitantes (densidade: 36,9 hab./km²).